# Tayshaun Prince
Tayshaun Durell Prince, född 28 februari 1980 i Compton i Kalifornien, är en amerikansk basketspelare, som spelar för Memphis Grizzlies i NBA.
Tayshaun gick i skola vid University of Kentucky och spelade för Kentucky Wildcats och var med i laget som vann guld i OS 2008 i Peking.